# 中国铁路202型转向架
中国铁路202型转向架是中国于1950年代末研制的准轨客车转向架，它是由青岛四方机车车辆厂和一机部机车车辆研究所于1957年开始草图设计，由青岛四方机车车辆厂于1958年试制成功，经过试验和修改后于1959年投入批量生产，随后长春客车厂亦于1960年开始生产该型转向架，至1988年停产为止共生产了超过20,000辆份，被大量用于中国铁路22型客车、23型客车，此后便改用206系列、209系列转向架。
202型转向架是在201型转向架的基础上，参考苏联铁路KVZ-5型转向架而设计的无导框式C轴客车转向架，主要特点为采用H型铸钢构架、导柱式轴箱定位装置、摇动台式摇枕弹簧悬挂装置、摇枕圆弹簧带油压减震器，基础制动装置采用吊挂式闸瓦制动，部分转向架设有三角皮带传动的轴端直流发电机，用于向车内照明和通风等用电负载供电，并向蓄电池充电。

## 参看
- 中国铁路201型转向架
- 中国铁路205型转向架
- 中国铁路206系列转向架
- 中国铁路209系列转向架
- KVZ-5型转向架